# Nolima
Nolima is een geslacht van insecten uit de familie van de Mantispidae, die tot de orde netvleugeligen (Neuroptera) behoort.

## Soorten
Deze lijst van zeven stuks is mogelijk niet compleet.
- N. dine Rehn, 1939
- N. infensa Navás, 1924
- N. kantsi Rehn, 1939
- N. pinal Rehn, 1939
- N. praeliator Navás, 1914
- N. pugnax (Navás, 1914)
- N. victor Navás, 1914